# Gillesdans
Gillesdans är en vidareutveckling på gammaldansen där grunddanserna utvecklats till mer eller mindre komplexa varianter, var och en med sitt eget namn. I vissa delar av Sverige kallas även detta för gammaldans.